# How Old Are You (Miko Mission-dal)
A How Old Are You című dal az olasz Miko Mission 1984-ben megjelent első kislemeze. A dal sikeres volt a klubokban, azonban slágerlistás helyezést nem ért el, és a dal önálló albumon sem szerepel.
A dal CD maxi single formátumban is megjelent 1995-ben.

## Megjelenések
12" Spanyolország Blow Up Disco – BU 0032
- A	How Old Are You? (Vocal Version) 7:15
- B	How Old Are You? (Instrumental Version) 5:50

## Közreműködő előadók
- Borító [Design] – Mark Mc Kambyer
- Elektromos dobok [Simmons, Crash, Hi-hat] – Luciano
- Hangmérnök, felvételvezető, mix – Vincent Mc Maffy
- Szintetizátor – G. Pegoraro
- Mix, Producer [Dobok és szintetizátor] – Tony Carrasco
- Női énekes  – Mara
- Írta – Pegoraro*, Carrasco

## Külső hivatkozások
- Hallgasd meg a dalt a YouTube-on[4]
- Dalszöveg[5]